# Marathon van Hongkong 2005
De marathon van Hongkong 2005 vond plaats op 27 februari 2005 in Hongkong. 
De wedstrijd werd bij de mannen gewonnen door de Keniaan Samson Loywapet in 2:15.21. Hij had bijna een minuut voorsprong op Kasirai Sita uit Zimbabwe. De Chinese Dai Yanyan won met overmacht bij de vrouwen in 2:34.41.
In totaal finishten er 2988 marathonlopers, waarvan 2726 mannen en 262 vrouwen.

## Uitslagen

### Mannen
| rang   | naam               | land | tijd    |
| ------ | ------------------ | ---- | ------- |
| Goud   | Samson Loywapet    | KEN  | 2:15.21 |
| Zilver | Kasirai Sita       | ZIM  | 2:16.10 |
| Brons  | Stephen Ndungu     | KEN  | 2:17.33 |
| 4      | Glenn Guzzo        | AUS  | 2:17.35 |
| 5      | John Rono          | KEN  | 2:17.39 |
| 6      | Paul Bor           | KEN  | 2:17.45 |
| 7      | Meshack Kosgei     | KEN  | 2:18.01 |
| 8      | Yosuke Nakamura    | JPN  | 2:18.05 |
| 9      | Wilson Chepkwony   | KEN  | 2:19.15 |
| 10     | Thomas Kamau       | KEN  | 2:19.28 |
| 11     | John Kipngeno      | KEN  | 2:20.16 |
| 12     | Barnabus Rutto     | KEN  | 2:20.41 |
| 13     | Cleophas Rop       | KEN  | 2:21.17 |
| 15     | John Mutai         | KEN  | 2:23.31 |
| 16     | Ndabili Bashingili | BOT  | 2:24.15 |
| 17     | Martin Longuran    | KEN  | 2:24.16 |
| 18     | Nicholas Mutuku    | KEN  | 2:24.39 |
| 19     | William Kirui      | KEN  | 2:25.43 |
| 20     | Samuel Molokome    | RSA  | 2:26.45 |

### Vrouwen
| rang   | naam             | land | tijd    |
| ------ | ---------------- | ---- | ------- |
| Goud   | Dai Yanyan       | CHI  | 2:34.41 |
| Zilver | Feri Subnafen    | IND  | 2:44.19 |
| Brons  | Jiang Chengcheng | CHI  | 2:44.26 |
| 4      | Liu Yang         | CHI  | 2:51.08 |
| 5      | Miao Yi Miao     | CHI  | 2:53.03 |
| 6      | Li Wang Mei      | CHI  | 2:54.19 |
| 7      | Sato Mitsuko     | JPN  | 2:55.20 |
| 8      | Dona Mallikechan | SRI  | 2:55.51 |
| 9      | Daigo Midori     | JPN  | 3:01.48 |
| 10     | Mamokete Lechela | LES  | 3:11.04 |

1997 ·
1998 ·
1999 ·
2000 ·
2001 ·
2002 ·
2003 ·
2004 ·
2005 ·
2006 ·
2007 ·
2008 ·
2009 ·
2010 ·
2011 ·
2012 ·
2013 · 
2014 ·
2015 ·
2016 ·
2017 ·
2018 ·
2019 ·
2020 · 
2021 ·
2022 ·
2023 ·
2024